# 레이턴시
레이턴시(latency)는 자극과 반응 사이의 시간이며, 더 일반적인 관점에서는 관찰되는 시스템에서의 어떠한 물리적 변화에 대한 원인과 결과 간의 지연 시간이다. 레이턴시는 물리적 상호작용이 추진할 수 있는, 물리적으로 제한된 속도의 결과라고 할 수 있다. 속도는 늘 빛의 속력 보다 낮거나 동등하다.

## 통신의 레이턴시
온라인 게임은 레이턴시에 민감한데, 그 이유는 느린 응답 속도가 페널티가 있는 반면 게임 세션 중에 발생하는 새로운 이벤트에 대한 빠른 반응 속도가 보상을 받기 때문이다. 랙은 게이밍에서의 레이턴시를 기술하는데 사용되는 용어이다.
레이턴시를 최소화하는 것은 자본시장의 관심 대상인데, 특히 알고리즘 트레이딩을 사용하면 마켓 업데이트를 수행하고 수초 안에 주문 실적을 개선시킬 수 있다.

## 컴퓨터 하드웨어와 운영 체제의 레이턴시
컴퓨터는 프로세스라 불리는 명령들의 집합을 실행한다. 운영 체제에서 프로세스의 실행은 다른 프로세스들도 실행되고 있을 경우 지연시킬 수 있다. 또, 운영 체제는 언제 프로세스가 명령을 내릴지에 대한 동작을 수행시킬지를 스케줄링한다. 이를테면, 프로세스가 컴퓨터 카드의 전압 출력을 high-low-high-low로 설정함으로써 1000 Hz의 속도를 내도록 명령을 내린다고 치자. 운영 체제는 내부 시계를 기반으로 각 변화(high-low 또는 low-high)의 스케줄링의 수정을 선별할 수 있다. 레이턴시는 이러한 변화를 명령하는 프로세스 명령과 high에서 low 또는 low에서 high로 전압을 실제로 변화시키는 하드웨어 간의 지연을 의미한다.

## 같이 보기
- 피드백
- 지터
- 리드 타임